# 伊庭靖弘
伊庭 靖弘（いば やすひろ、1981年 - ）は、日本の古生物学者。北海道大学大学院理学研究院准教授。日本地質学会、日本古生物学会会員。
アンモナイトや二枚貝およびベレムナイトといった古生物研究のほか、超高解像度トモグラフィー技術開発にも携わる。

## 来歴
1981年に東京都で生まれる。古生物学者棚部一成が在籍していたことから、東京大学大学院理学系研究科地球惑星科学専攻に進学。化石が豊富に残されていて研究がしやすいという理由で軟体動物を研究対象に選び、日本国内や北アメリカでのフィールドワークを行い、生物群集の変遷やその要因を研究し博士号を取得した。東京大学で研究フェローを務めたのち、国士舘大学、国立科学博物館、ルール大学ボーフム、日本大学で研究員・講師を歴任。2011年4月から2012年9月まで北海道教育大学で講師を担当し、2012年10月より北海道大学助教、2017年4月より北海道大学准教授に就任。
2012年10月には宮城県南三陸町で産出した2種のベレムナイトの分類学的研究を行い、ベレムナイトが後期三畳紀には既に出現し、T-J境界での大量絶滅を生き残り、前期ジュラ紀の時点で大型化など多様化を遂げていたと発表した。その後は化石研究におけるX線CTの欠点を指摘し、薄く研磨した試料を高性能デジタルカメラで繰り返し撮影して蓄積したデータから3Dモデルを作成するという手法を採用し、従来の手法よりも高解像度かつカラーの情報を得ることに成功した。この技術の医療分野への導入も検討されている。

## 受賞
- 2008年東京大学大学院理学系研究科研究奨励賞[1][8]
- 2009年井上科学研究奨励賞[1][8]
- 2009年日本古生物学会優秀ポスター賞[8][9]
- 2017年北海道科学技術総合振興センター理事長賞[8][10]

## 出版物
いずれも分担執筆。
- 古生物学事典（2010年、朝倉書店、ISBN 978-4254162325）[11]
- 東大古生物学（2012年、東海大学出版会、ISBN 978-4486019657）
- 地球と宇宙の化学事典（2012年、朝倉書店、ISBN 978-4-254-16057-4）
- 地球惑星科学入門[注 2]（2015年、北海道大学出版会、ISBN 978-4832982192）